# Zaadbalkanker

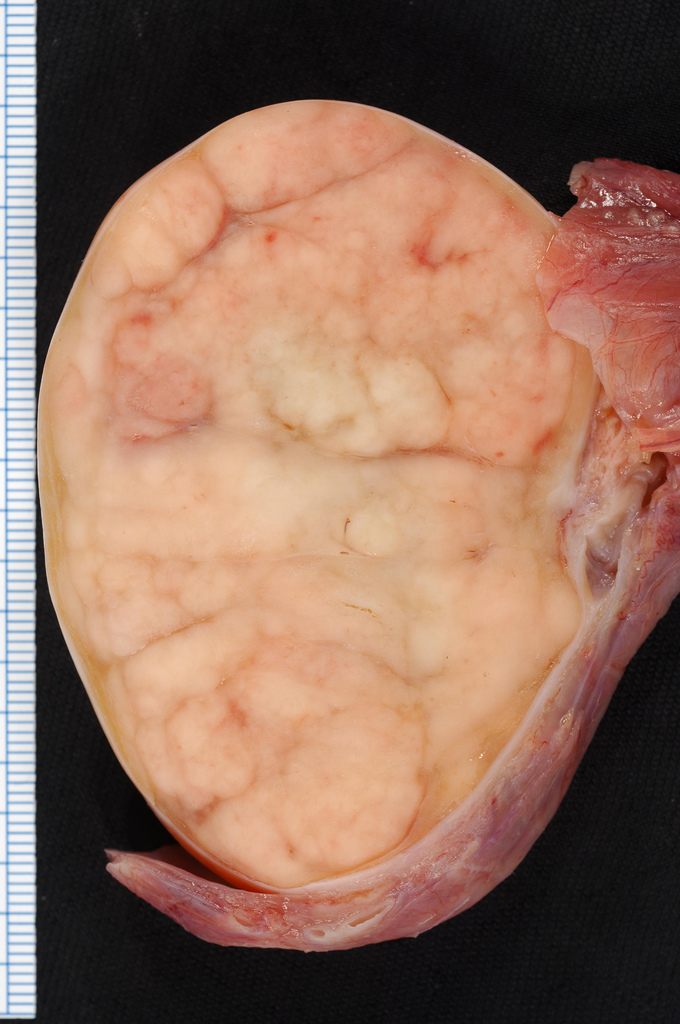
Zaadbalkanker

Zaadbalkanker of  testiscarcinoom  is een vorm van kanker die ontstaat in de zaadbal, ook wel testis of testikel genoemd.

## Epidemiologie en aantallen
Zaadbalkanker is in principe een relatief zeldzame ziekte, maar het is de meest voorkomende vorm van kanker bij jonge mannen (tussen de 15 en 30 jaar). Hoewel de ziekte meestal op deze leeftijd voorkomt, kan deze echter ook voorkomen op oudere- en zelfs op kinderleeftijd.
In Nederland krijgen steeds meer mannen zaadbalkanker, maar het is een raadsel waarom het aantal toeneemt. In 2010 werd in Nederland bij 660 mannen zaadbalkanker gediagnosticeerd, ten opzichte van 500 nieuwe gevallen in 2000. In de periode tussen 1990 en 2000 was het aantal gevallen van zaadbalkanker ook al met 40% toegenomen. De sterfte eraan nam in dezelfde periode af van 38 sterfgevallen in 1990 naar 25 in 2000, en 26 in 2010, wat al aangeeft dat het genezingspercentage zeer hoog is.
Zaadbalkanker ontstaat meestal in kiemcellen, de cellen in de zaadbal die het zaad produceren.
Bij zaadbalkanker worden twee hoofdtypes onderscheiden:
- het non-seminoom, weer onder te verdelen in:
  - embryonalecelcarcinoom
  - teratoom
  - choriocarcinoom
- het seminoom

Uitzaaiingen van het seminoom, embryonale cel carcinoom en teratoom verplaatsen zich meestal via de lymfeklieren; uitzaaiingen van choriocarcinoom verplaatsen zich via de bloedbaan. Ook is een tussenvorm mogelijk.

## Symptomen
Meestal ontdekken mannen bij wie zaadbalkanker wordt vastgesteld, zelf veranderingen aan een zaadbal. Soms bestaat dit uit een, meestal pijnloze, toename in grootte van de zaadbal, soms uit een knobbel of knobbels in de zaadbal. Heel soms is er sprake van een duidelijk scherpe pijn in de aangedane teelbal.
Daarnaast melden patiënten vaak een onbestemd gevoel in de onderbuik, achter of in het scrotum, vermoeidheid zonder aanwijsbare reden of afnemend libido.
Bij sommige mannen wordt zaadbalkanker vastgesteld vanwege klachten-gevende uitzaaiingen, gedacht moet worden aan buik- of rugpijn. Ook kan er sprake zijn van een zwelling van de borstklier of van het gebied rond de tepel, met of zonder pijn.
Vroege ontdekking en tijdige behandeling van zaadbalkanker is erg belangrijk. In principe geldt dat hoe kleiner de tumor is bij ontdekking, des te gunstiger de vooruitzichten zijn.  Teelbal- of zaadbalkanker wordt vaak laat ontdekt. Meestal gaan mannen pas naar de dokter als er al sprake is van uitzaaiingen.  Als de huisarts wordt geraadpleegd bestaat het risico dat deze eerder aan een bijbalontsteking denkt, waarvoor dan antibiotica worden voorgeschreven.

## Stadium
Uitzaaiingen van zaadbalkanker komen met name voor in de diverse lymfeklieren (achter in de buikholte, ter hoogte van de nieren en de lagere wervels, boven het sleutelbeen, in het gebied tussen de longen). Daarnaast kunnen tumorcellen zich via het bloed verspreiden en kunnen uitzaaiingen ontstaan in de longen, de lever en andere organen.
Voor vele vormen van kanker is een stadium-indeling vastgesteld, waarmee de mate waarin de ziekte zich in het lichaam heeft uitgebreid, wordt aangeduid.
Voor zaadbalkanker geldt de volgende indeling:
- stadium I: de tumor beperkt zich tot de zaadbal (er zijn dus geen uitzaaiingen)
- stadium II: de tumor beperkt zich tot de zaadbal en de lymfklieren onder het middenrif
- stadium III: de tumor beperkt zich tot de zaadbal en lymfklieren, zowel onder als boven het middenrif
- stadium IV: de tumor is uitgebreid naar andere organen

## Prognose
Van alle mannen die zaadbalkanker krijgen is 95% na 5 jaar nog in leven. Als de kanker op het moment van ontdekking nog niet is uitgezaaid, is het overlevingscijfer zelfs 99%, als het alleen is uitgezaaid naar de lymfeklieren is het nog steeds 96%. Als het verder is uitgezaaid daalt dit cijfer naar 72% en bij mannen met 'een hoog risicoprofiel' tot 40-45%. Risicoprofiel is een term die artsen gebruiken en de hoogte daarvan hangt af van diverse factoren, zoals de grootte en plaats van de uitzaaiingen en de waarde van de tumormarkers in het bloed. Deze markers zijn beta-HCG, wat bij een man kan leiden tot een vals positieve zwangerschapstest, en AFP.

## Behandeling
Pas na een operatie waarbij tumorweefsel verkregen wordt (vaak is dat de zaadbal), kan definitief bevestigd worden of er sprake is van zaadbalkanker.
De zaadbal wordt meestal chirurgisch via het lieskanaal verwijderd als eerste behandelingsstap. Vaak wordt dit gevolgd door adjuvante behandeling. Onderdelen kunnen zijn:
- chemotherapie, standaard hierbij is de BEP-chemokuur, bestaande uit Bleomycine, Etoposide en Cisplatine; andere mogelijkheden zijn onder andere de EP-, VIP-, TIP- of CTC-kuur
- bestraling (radiotherapie)
- lymfeklieroperatie

In het algemeen reageert het seminoom heel erg goed op bestraling, en hoeft chemotherapie niet altijd noodzakelijk te zijn.
Bij een non-seminoom wordt meestal direct behandeld met chemotherapie; bestraling speelt dan geen (belangrijke) rol.

## Risicofactoren
Over de oorzaken van zaadbalkanker is vrijwel niets bekend, maar wel zijn er enkele risicofactoren bekend;
- niet-ingedaalde zaadballen of zaadbal bij de geboorte (cryptorchisme);
- een ineengeschrompelde zaadbal;
- roken;
- cannabisgebruik;[6]
- straling van de mobiele telefoon[7] hoewel dit nog niet onomstotelijk bewezen is.[8][9]

## Bekende zaadbalkankerpatiënten
- Rens Raemakers, Nederlands politicus
- Francesco Acerbi, Italiaans voetballer
- Lance Armstrong, voormalig Amerikaanse wielrenner
- Ivan Basso, Italiaans wielrenner
- Tom Green, Canadees komiek en presentator
- Jonás Gutiérrez, Argentijns voetballer
- Thomas Van der Plaetsen, Belgisch meerkamper
- Fran Sol, Spaans voetballer
- Donny Roelvink, fotomodel